# Церковь Святого Иосифа Обручника (Астана)
Церковь Святого Иосифа Обручника — действующий храм Украинской греко-католической церкви в столице Казахстана городе Астане, освящённый в 2013 году. Один из значимых культурно-религиозных центров украинской общины в Казахстане.

## История
История Украинской греко-католической церкви в Казахстане берет свое начало со времён репрессий, когда тысячи украинцев с запада Украины были депортированы на казахстанскую землю. Многие из них, отбыв долгие сроки в сталинских лагерях Сибири, КарЛАГа и СтепЛАГа, не имели возможностей вернуться на Украину и приехали к своим родственникам, которые также оказались в Казахстане на принудительных поселениях.
В конце 50-х годов греко-католические священники, освобожденные из заключения, вели подпольную пастырскую деятельность в Казахстане среди католиков латинского и византийского обрядов. Вследствие массовых репрессий в Казахстане оказались десятки тысяч украинцев, немцев, поляков, литовцев. Необходимо отметить среди них таких важных украинских религиозных деятелей того времени, как блаженный священномученик Алексей Зарицкий, епископ Александр Хира, священники Стефан Пришляк, Марьян Шабан, Зелинский, Мицька, Солитицкий и многих других.
Первые религиозные мероприятия Украинской греко-католической церкви на территории Казахстана проходили в землянках, затем в частных домах. В 1980 году украинский епископ Александр Хира освятил недавно построенную римско-католическую церковь в Караганде, где греко-католическими священниками проводились богослужения для многочисленной украинской общины.
После распада Советского Союза и восстановления УГКЦ, в Караганде была зарегистрирована католическая община в 1993 году. Особенностью современного состояния УГКЦ в Казахстане является то, что многочисленной украинской общиной церкви рассматриваются как важнейшие центры украинской культуры и языка, препятствующие ассимиляции и способствующие сохранению собственной национальной самоидентификации. Приходы очень разные, как по численности верных, так и по их особенностям. Например, в Караганде традиционный греко-католический приход, 90 % прихожан которого — дети и внуки депортированных выходцев из Галиции. В других приходах большинство составляют восточные украинцы — дети и внуки тех, кто в свое время приехал сюда осваивать целинные земли. Многие из них считают себя православными, но приходят в церковь, так как хотят хоть в какой-то мере слышать украинскую речь во время богослужения, поэтому и идентифицируют себя с УГКЦ.

## Открытие церкви

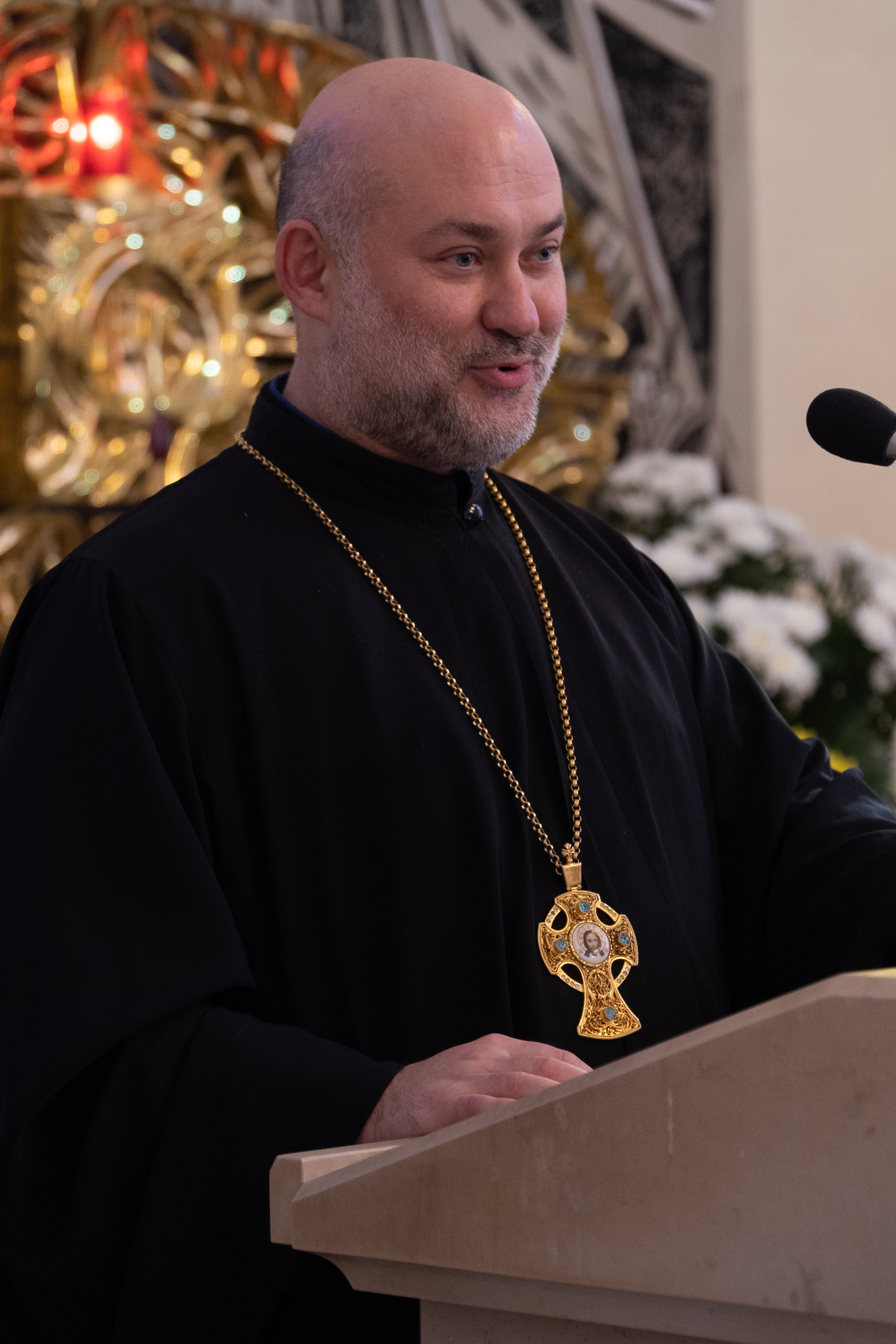
Василий Говера — первый апостольский администратор для католиков византийского обряда Казахстана и Средней Азии

15 сентября 2013 года, в столице Казахстана Астане состоялось освящение храма Святого Иосифа Обручника. Чин освящения совершил председатель пастырско-миссионерского отдела УГКЦ владыка Иосиф (Милян). После этого началась архиерейская литургия, в которой принял участие официальный представитель Папы — кардинал Леонардо Сандри, префект Конгрегации Восточных Церквей; Мигель Буэндиа, Апостольский нунций в Казахстане; Томаш Пэта, архиепископ и митрополит римско-католической архиепархии Пресвятой Девы Марии; епископы Афанасий Шнайдер и Януш Калета; о. Василий Говера, Апостольский делегат для грекокатоликов в Казахстане; архимандрит Сергей Гаек, Апостольский делегат для грекокатоликов в Белоруссии; многочисленные священники и верующие, прибывшие на это торжество со всех уголков Казахстана, где сосредоточены украинские церковные общины, а также из Украины и России. Литургическое моление сопровождал хор «Soli Deo» храма Пресвятой Евхаристии, который прибыл из Львова специально на торжество.
В ходе торжественных мероприятий были произнесены благодарственные слова, подчеркивающие важность этого события для украинской диаспоры Казахстана:
Храм, который мы сегодня освятили, особенный, поскольку он построен сыновьями и дочерьми Украинской Греко-Католической Церкви, что в большинстве оказались на этой земле не по своей воле. Покидая свои дома, они не могли взять с собой больших материальных сокровищ, но они взяли с собой бесценное сокровище — веру в Бога и передали его своим детям. Это сокровище из сокровищ, которое не измеряется килограммами, кредитными карточками, а вместе с тем оно так много значит в нашей жизни. Прошло уже много времени с того момента, как первые поколения украинцев начали заселять земли Казахстана. Они были первыми сеятелями веры, а сегодня мы имеем счастье видеть плод, который она даёт. Поскольку каждый храм в первую очередь строится не из камней, — его строит вера тех, кто приходит к нему
Отдельная благодарность была выражена представителям казахского народа:
Хочу выразить благодарность всему казахскому народу за то, что в тяжёлые минуты для украинского народа ваша земля стала местом защиты, где можно было жить и развиваться. Вы и сегодня даёте возможность вносить нашу лепту в культурное развитие Казахстана. Освящение этого храма — наш очередной вклад в духовное наследие этого народа. Сегодня, как официальный представитель Главы и Отца УГКЦ, хочу выразить благодарность в адрес народа, на земле которого построен храм: «Да благословит Господь казахский народ! 
После богослужебной части на церковном дворе состоялся общий для всех обед и концерт, в котором приняли участие многочисленные украинские фольклорные коллективы из разных городов Казахстана. Во времени концерта о. Василий Говера от имени Блаженнейшего Святослава вручил благодарственные грамоты жертвователям, которые много сделали для строительства храма св. Обручника Иосифа в Астане.